# Pseudoligosita nigripes
Pseudoligosita nigripes är en stekelart som först beskrevs av Girault 1914.  Pseudoligosita nigripes ingår i släktet Pseudoligosita och familjen hårstrimsteklar. Inga underarter finns listade i Catalogue of Life.